# Karen Pence
Karen Sue Pence (született: Batten, első házassága idején: Whitaker; Broad Ripple Village, 1957. január 1. –) amerikai tanár, festő és az Amerikai Egyesült Államok second ladyje 2017 és 2021 között, férje, Mike Pence alelnöksége idején. 2013 és 2017 között Indiana first ladyje volt.
A kansasi McConnell légitámaszponton született, de Indianapolisban nőtt fel. A Bishop Chatard Középiskolába járt, majd a Butler Egyetemen végzett mesterképzést, tanárnak tanult. Ezt követően több iskolában is tanított Indianapolisban, majd első gyermekének születése után festésre kezdett koncentrálni, amiket eladott. Első évében, mint Indiana first ladyje, létrehozta a first lady jótékonysági szervezetét, ami gyermekek taníttatását segítette.
Pence 2017-ben lett az Egyesült Államok second ladyje, mikor férjét beiktatták, mint az ország alelnöke. Pozíciójában nagy hangsúlyt helyezett a művészetterápia népszerűsítésére. 2019-ben visszatért tanítani Indianába, egy iskolába, amit azzal vádoltak, hogy homofób, hiszen nem volt hajlandó LMBT-diákok felvételére, amiért kritizálták a second ladyt.